# Rod Griffin
Roderick Griffin, detto Rod (Fairmont, 18 giugno 1956), è un ex cestista e allenatore di pallacanestro statunitense con cittadinanza italiana, professionista in Europa.

## Carriera
Uscito dall'università di Wake Forest, venne scelto al draft NBA 1978 con la chiamata da parte dei Denver Nuggets con la 17ª scelta, senza però giocare in NBA. Arrivò in Italia nel 1978 con l'ingaggio della Jollycolombani Forlì, viaggiando ad una media di 23,5 punti a partita. Rimarrà a Forlì per altri 5 anni, prima di passare alla Libertas Livorno, a Montecatini e a Cremona. Nel 1990 ritorno a Forlì per un breve periodo, circa un mese e mezzo. Da lì due esperienze fuori dai confini italiani, prima in Spagna con l'Obradoiro di Santiago di Compostela, poi in Svizzera al Ginevra. L'ultima esperienza da giocatore professionista la ebbe a Pavia. Da allora si stabilì a Forlì sposandosi con una donna italiana, matrimonio che gli permise di ottenere il passaporto italiano nel 1997 e di continuare poi a giocare in serie dilettantistiche, come nel 1997-98 quando giocò in B1 con la maglia della Virtus Siena o in B2 alla Fulgor Forlì, o ancora nella C1 umbra a Santa Maria degli Angeli alla soglia dei 46 anni.
Intraprese successivamente la carriera di allenatore: nel 1996-97 è in A1 sulla panchina forlivese, con il ruolo di assistente. Nella stagione 2001-02 è il vice di Bruno Impaloni, allenatore di Roseto. Sarà il suo assistant coach anche all'Andrea Costa Imola in Legadue, a partire dal 2002: nel gennaio 2003 però lo stesso Impaloni viene esonerato e Griffin viene chiamato a capo della guida tecnica della squadra, ottenendo anche una qualificazione ai play-off. Viene confermato alle redini di Imola anche per il campionato successivo, salvo però essere esonerato a stagione in corso. Resta nel mondo del basket continuando ad allenare nelle serie minori, con un triennio al Gandino Bologna in C1 e B2 (2004-2007) e una parentesi a Ravenna in B2 (2008).
Ritorna nel giro dei campionati professionistici nel 2009, nuovamente nelle vesti di vice, con l'ingaggio nello staff tecnico di Casalpusterlengo, neopromossa in Legadue. Per qualche mese, dal marzo 2011, ha allenato il neonato Sebastiani Basket Club, squadra di Rieti, in Serie A Dilettanti. Dal 2013 allena squadre giovanili a Forlì, dove vive con la moglie romagnola: prima i ragazzi del CA'Ossi Basket ora OneTeam Nella stagione 2016-2017 proprio con gli under 16 Oneteam vince il campionato Elite dell'Emilia-Romagna. Al momento allena all'AICS Basket Forlì nel settore femminile.

## Record
- Punti - 36 contro Pistoia
- Tiri da due realizzati - 13 contro Firenze
- Tiri da due tentati - 19 contro Pescara
- Tiri da tre realizzati - 4 (3 volte)
- Tiri da tre tentati - 8 contro Verona
- Tiri liberi realizzati - 11 contro Pistoia
- Tiri liberi tentati - 12 contro Pistoia
- Rimbalzi offensivi - 7 contro Ferrara
- Rimbalzi difensivi - 16 contro Desio
- Rimbalzi totali - 17 (2 volte)
- Assist - 4 (3 volte)
- Palle recuperate - 7 contro Varese
- Schiacciate - 3 (2 volte)
- Minuti giocati - 45 (2 volte)

## Palmarès

### Squadra
- Promozione in Serie A1: 1
Libertas Forlì: 1982-83.

### Individuale
- 2 volte NCAA AP All-America Third Team (1977, 1978)